# Let Me Live
Let Me Live is een nummer van de Britse rockband Queen. Zanger Freddie Mercury, drummer Roger Taylor en gitarist Brian May zingen elk een couplet (in deze volgorde). De refreinen worden door alle drie gezongen samen met een achtergrondkoor wat het nummer doet lijken op een gospelmuziek.
Dit is het enig nummer waarin Freddie, Brian en Roger alle drie de leadvocal zingen.
Het nummer was oorspronkelijk opgenomen in 1983 met Rod Stewart en was bedoeld voor het album The Works (1984). Vanwege rechtenproblemen moest de uitvoering worden veranderd omdat het te veel zou lijken op het nummer Piece of My Heart.

## Achtergrondkoor
Het achtergrondkoor bestond uit Rebecca Leigh-White, Gary Martin, Catherine Porter en Miriam Stockley.